# Mydaea longiscutellata
Mydaea longiscutellata este o specie de muște din genul Mydaea, familia Muscidae, descrisă de Fritz Isidore van Emden în anul 1965. Conform Catalogue of Life specia Mydaea longiscutellata nu are subspecii cunoscute.